# Heather Menzies
Heather Menzies Urich (született Heather Margaret Brotherston Menzies) (Toronto, Ontario, Kanada, 1949. december 3. – Quinte West, Ontario, 2017. december 24.) kanadai–amerikai színésznő.

## Filmjei

### Mozifilmek
- A muzsika hangja (The Sound of Music) (1965)
- Hawaii (1966)
- How Sweet It Is! (1968)
- Hail, Hero! (1969)
- Komputer teniszcipőben (The Computer Wore Tennis Shoes) (1969)
- Outside In (1972)
- Sssssss (1973)
- Piranha (1978)
- Endangered Species (1982)

### Tv-filmek
- Man in the Middle (1972)
- Doctor Dan (1974)
- James Dean (1976)
- The Keegans (1976)
- Tail Gunner Joe (1977)
- Captain America (1979)

### Tv-sorozatok
- My Three Sons (1964, egy epizódban)
- The Farmer's Daughter (1964–1965, három epizódban)
- Dragnet 1967 (1967–1969, öt epizódban)
- Room 222 (1969, egy epizódban)
- Marcus Welby, M.D. (1969, egy epizódban)
- The High Chaparral (1969, egy epizódban)
- To Rome with Love (1970, egy epizódban)
- Bonanza (1970, egy epizódban)
- The Smith Family (1971, egy epizódban)
- Alias Smith and Jones (1971, egy epizódban)
- Love, American Style (1971, egy epizódban)
- The Bob Newhart Show (1973, egy epizódban)
- Owen Marshall, Counselor at Law (1974, egy epizódban)
- S.W.A.T. (1975, egy epizódban)
- Barnaby Jones (1976, egy epizódban)
- The Six Million Dollar Man (1977, egy epizódban)
- Logan's Run (1977–1978, 14 epizódban)
- Szerelemhajó (The Love Boat) (1978–1979, két epizódban)
- Vega$ (1979–1980, három epizódban)
- Gavilan (1982, egy epizódban)
- T.J. Hooker (1984, egy epizódban)
- Spenser: For Hire (1987, egy epizódban)
- American Dreamer (1990, egy epizódban)